# Saint Cloud (Minnesota)
Pour les articles homonymes, voir Saint Cloud.
Saint Cloud (en anglais [seɪntˈklaʊd]) est une ville américaine, siège du comté de Stearns, et qui est située au centre du Minnesota. La population de la ville s’élevait à 68 881 habitants lors du recensement de 2020, et était estimée à 69 568 habitants en 2022.

## Histoire
La ville a d'abord été une escale pour les caravanes venant de Nouvelle-France et se dirigeant vers Saint Paul. Un certain John Wilson, natif du Maine, descendant de huguenots et qui s'intéressait à Napoléon, l'appela Saint-Cloud d'après le faubourg de Paris où l'empereur aimait séjourner. La ville a été incorporée en 1856 et s'est développée à partir de trois colonies : Upper Town, Middle Town et Lower Town, établies en 1853.

## Géographie
Saint Cloud est située dans le comté de Stearns, dont elle est le siège, mais déborde également sur les comtés de Benton et Sherburne. Elle est située à 100 kilomètres au nord-ouest de Minneapolis, le long de l'Interstate 94. Le Mississippi traverse la ville.

## Climat
Le climat de Saint Cloud est du type continental humide avec des étés chauds et humides et des hivers très froids et humides avec de fortes précipitations de neige.
| Mois       | Janvier | Février | Mars | Avril | Mai | Juin | Juillet | Août | Septembre | Octobre | Novembre | Décembre |
| ---------- | ------- | ------- | ---- | ----- | --- | ---- | ------- | ---- | --------- | ------- | -------- | -------- |
| Moy T° Max | -7      | -3      | 3    | 13    | 21  | 25   | 28      | 26   | 21        | 13      | 3        | -5       |
| Moy T° Min | -18     | -14     | -7   | 0     | 7   | 12   | 14      | 13   | 8         | 1       | -7       | -15      |

## Éducation
Trois lycées (2 publics et 1 privé) et une université se trouvent à St. Cloud.

## Jumelages
- Spalt (Allemagne)
- Saint-Cloud (France)

## Personnalités liées à la ville
- Martin Marty (1834-1896), missionnaire bénédictin  suisse, deuxième évêque du diocèse catholique romain de Saint Cloud (en), mort à Saint Cloud.
- William J. Whaling (1894-1989), officier du Corps des Marines des États-Unis, né à Saint-Cloud.
- Gig Young (1913-1978), acteur, né à Saint-Cloud.
- David Durenberger (1934-2023), homme politique américain, né à Saint-Cloud.
- Ron Backes (1963-), athlète américain, spécialiste du lancer du poids, né à Saint-Cloud.
- Joel Gretsch (1963-), acteur, né à Saint-Cloud.
- Halima Aden (1997-), mannequin somali-américain, vit à Saint-Cloud.